# Arenivaga milleri
Arenivaga milleri (лат.) — вид песчаных тараканов-черепашек рода Arenivaga из семейства Corydiidae (или Polyphagidae). Обнаружены в Северной Америке: штаты Калифорния и Невада (США). Этот вид назван в честь энтомолога Келли Миллера (Dr. Kelly Miller), крупного систематика.

## Описание
Среднего размера тараканы овально-вытянутой формы: длина тела 17,2—20,0 мм; наибольшая ширина тела (GW) 7,45—10,7 мм; ширина пронотума (PW) около 6 мм; длина пронотума (PL) около 4 мм. Соотношение длины тела к его наибольшей ширине у голотипа (TL/GW) 1,67. На голове два крупных выступающих оцеллия (0,4 × 0,25 мм). Основная окраска коричневая. Пронотум полупрозрачный, восково-бежевый; дорсальная поверхность пронотума густо покрыта мелкими светло-коричневыми волосками; рисунок пронотума светло-оранжево-коричневый («морда пантеры») с умеренно различимыми деталями; аура отсутствует. Присутствуют два когтя на лапках. Ноги и тело светло-коричневые; субгенитальная пластинка светло-коричневая с оранжево-коричневым краем; асимметричная с округлыми вершинами. Крылья вытянуты далеко за вершину брюшка (~30 % длины крыла); цвет от светло-коричневого до средне-коричневого в зависимости от экземпляра и пятнистый; поверхность матовая и непрозрачная. Arenivaga milleri может быть спутан с Arenivaga belli, но отличается отсутствием шипа на медиальном крае правого дорсального фалломера.
Все детали биологии остаются неисследованными. Питаются, предположительно, как и другие виды своего рода, микоризными грибами, листовым детритом пустынных кустарников и семенами, собранными млекопитающими. В надземных условиях живут только крылатые самцы (отличаются ярко выраженным половым диморфизмом: самки рода Arenivaga бескрылые, внешне напоминают мокриц). Вид был впервые описан в 2014 году американским энтомологом Хейди Хопкинсом (Heidi Hopkins).